# Mary Lloyd
Mary Charlotte Lloyd (Denbighshire, 23 de enero de 1819 – 1896) fue una escultora británica.

## Trayectoria
Fue la octava de diecisiete hijos, y la primera de seis hijas, de Edward Lloyd de Rhagatt y su esposa Frances Maddocks. Su padre era un escudero importante en muchos condados, dueño de 4.300 acres de tierra, y Mary heredó dinero de una tía soltera, Margaret, así como regalos de Eleanor Charlotte Butler y Sarah Ponsonby, las Damas de Llangollen. Sus padres murieron en 1858. Lloyd estudió y trabajó con la artista francesa Rosa Bonheur. En 1853, trabajó en el estudio del escultor galés John Gibson en Roma, junto con la escultora estadounidense Harriet Hosmer.
Lloyd conoció a Frances Power Cobbe en el invierno de 1861-2, en Roma. Juntas se relacionaron con mujeres italianas de la época, ambas inconformistas, con un punto de vista feminista. Eran pareja, y fueron reconocidas como tal por todos sus amigos. En 1863, se establecieron juntas en Londres. Las cartas estaban dirigidas a "usted y la Srta. Lloyd" y Cobbe sazonaba sus propios escritos escribiendo 'nuestra casa', 'nuestro jardín', 'nosotras' y otra terminología conjunta. Cuando escribía a su amiga Mary Somerville se refería a Lloyd como 'mi esposa'.
En 1858, Lloyd heredó una parte de la finca galesa de Hengwrt, lo que le permitió referirse a sí misma como propietaria de la finca al firmar peticiones de apoyo al sufragio femenino, y también le otorgó algunos derechos políticos locales, como la posibilidad de nombrar a un vicario. Ella y Cobbe se retiraron a Hengwrt desde Londres en abril de 1884. Lloyd murió en 1896 de una enfermedad cardíaca y fue enterrada junto con Cobbe en el cementerio de Saint Illtud Church, Llanelltyd. Su muerte en 1896 afectó mucho a Cobbe. Su amiga, la escritora Blanche Atkinson, escribió: "El dolor de la muerte de la Srta. Lloyd cambió todo el aspecto de la existencia de la Srta. Cobbe. La alegría de la vida se había ido. Había sido una amistad tan rara vez vista, perfecta en amor, simpatía y comprensión mutua".